# Los Angeles Galaxy
Los Angeles Galaxy (en español, Galaxia de Los Ángeles) son un equipo profesional de fútbol de los Estados Unidos con sede en área metropolitana de Los Ángeles, California. Compiten en la Conferencia Oeste de la Major League Soccer y disputan sus partidos como locales en el Dignity Health Sports Park, ubicado en el suburbio de Carson.
El equipo fue fundado el 15 de junio de 1994 y es uno de los clubes originales de la MLS. Los Galaxy son una de las franquicias más exitosas del fútbol estadounidense. A lo largo de su historia han ganado seis MLS Cup, cuatro Supporters' Shield y dos U.S. Open Cups.
Sostiene rivalidades importantes con San Jose Earthquakes (California Clásico) y Los Angeles Football Club (El Tráfico).

## Historia

### 1955-1996: Los Ángeles, patrimonio del fútbol
Los Ángeles es la ciudad de los Estados Unidos con mayor tradición futbolística. El primer equipo profesional de fútbol en la zona fueron Los Angeles Kickers, fundado en 1955 por el expropietario del Fall River F.C., Sam Mark.
Antes de que la Major League Soccer fuera puesta en marcha en 1996, los equipos de Los Ángeles jugaron en la Liga de Soccer Americana del este, la North American Soccer League y en la Liga de Soccer Americana, ganando diez títulos de liga en 1955, 1957, 1958, 1960, 1961, 1962, 1963, 1964, 1974 y en 1976, siete Lamar Hunt U.S. Open Cup en 1958, 1964, 1973, 1975, 1977, 1978 y en 1981 y un torneo internacional en 1975. George Best, Johan Cruyff, y muchas otras estrellas del fútbol con sus presencias durante este periodo en la historia de fútbol en Los Ángeles, jugaron para clubes como Los Angeles Aztecs y Los Angeles Salsa.
Los Ángeles adoptaron y reconocieron oficialmente el patrimonio del fútbol en la ciudad durante la inauguración del Home Depot Center en julio de 2003. Además, este estadio presenta varios homenajes reconociendo la tradición del fútbol en Los Ángeles.

### 1996 - 2007

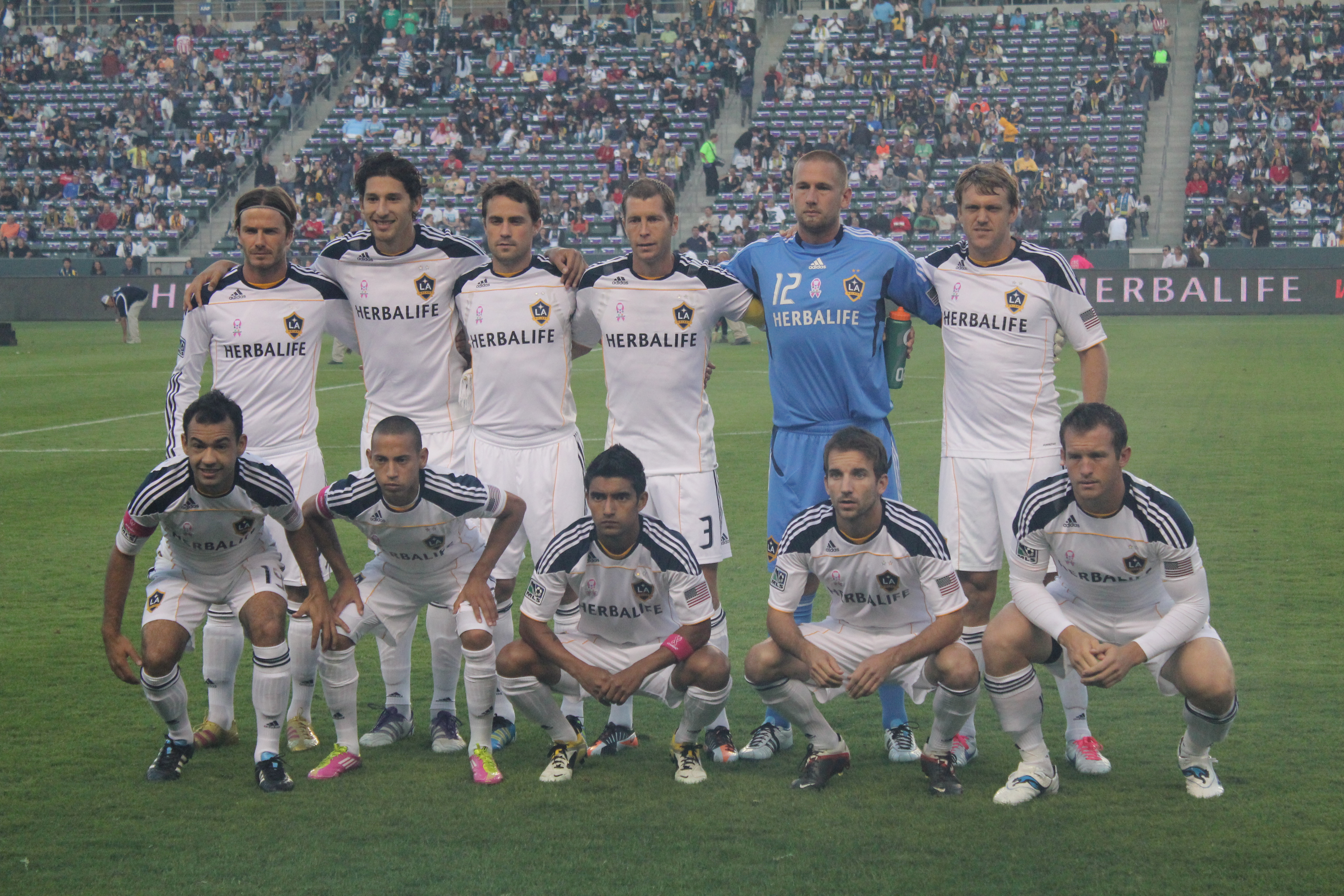
Los Angeles Galaxy en 2011.

La Major League Soccer fue fundada en 1993 como parte de la oferta de los Estados Unidos para ser sede en la Copa Mundial de Fútbol de 1994. La primera temporada tomó lugar en 1996 con Los Ángeles siendo uno de los diez equipos fundadores de la liga. El nombre «Galaxy» fue derivado de Los Ángeles siendo la casa de las «estrellas» de Hollywood. Los Ángeles comenzó bien al finalizar primero de la conferencia este y terminar segundo en la MLS Cup después de perder contra el D.C. United en la final. En la temporada 1997 comenzó con 1-7 después de 8 partidos, pero se fue 15-9 el resto de los partidos para clasificarse a los play-offs. El Galaxy terminó segundo en su conferencia tras perder con el Dallas Burn. En 1998, el Galaxy dejó en una racha, finalmente terminando 24-8. El Galaxy derrotó al Dallas Burn en un resultado global de 9-3. El Galaxy también perdió la final contra el Chicago Fire, en un resultado global de 2-1.
Sus dos títulos de MLS Cup fueron obtenidos en los años 2002 y 2005. El del 2002 fue frente al New England Revolution, con un gol de oro del guatemalteco Carlos Ruiz Gutiérrez en el minuto 105 de la prórroga; y el del 2005 fue conseguido gracias a otro gol de oro, esta vez del guatemalteco Guillermo "Pando" Ramírez, ante el mismo New England Revolution. Cuenta además con una Copa de Campeones de la Concacaf obtenida en el año 2000 frente al CD Olimpia de Honduras (siendo su único título internacional hasta el día de hoy), copa que fue obtenida de la mano del salvadoreño Mauricio Cienfuegos, el cual a su vez fue clave para el campeonato que obtuvieron en 2002, al grado que actualmente se le considera como uno de los jugadores legendarios del club.

### 2007-2012: La era de David Beckham

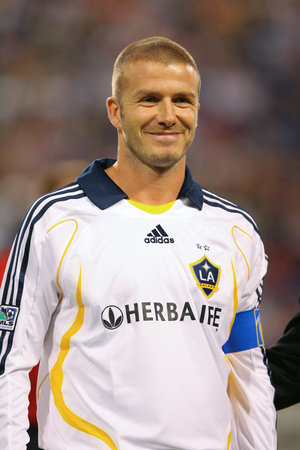
Beckham, a su llegada al club, en 2007. Primer jugador franquicia en la historia de la MLS.

El 11 de enero de 2007 se anunció la contratación del jugador inglés de muy alto perfil David Beckham tras la finalización de su contrato con el Real Madrid de España, incorporándose así en junio de 2007. El astro inglés fue contratado por $250 millones de dólares por las cinco temporadas en las que defendería al club de Los Ángeles, en concepto de salario y derechos de imagen, convirtiéndose en el primer jugador franquicia en la historia de la MLS. El alcance del fichaje no tardó en hacerse notar, ya que en las cuatro horas posteriores a su anuncio, el número de abonados del club se incrementó en 1000 nuevos socios.
En el 2009 Beckham se fue cedido al AC Milan y se inició un conflicto entre los hinchas estadounidenses y Landon Donovan contra el futbolista inglés, quienes criticaban su falta de compromiso y profesionalidad. Los Angeles Galaxy terminó la parte superior de la temporada 2009 de la Conferencia Oeste, llegando para la Copa MLS 2009. En los Playoffs supera a Chivas USA por 3-2 en el global en los cuartos de final, y al Houston Dynamo por 2-0, después de la prórroga, en la semifinal. En la final, empató 1-1 con el Real Salt Lake en el Qwest Field en Seattle, pero perdió 5-4 en los penaltis. Al llegar a la final se clasificó para la Ronda Preliminar de la Concacaf Liga Campeones 2010-11.
En el 2010, los Galácticos se quedaron en la cima de la tabla y ganó el Supporters Shield. Luego perdió ante el FC Dallas en la final de la Conferencia Oeste a un juego de hacer otra aparición en la Copa MLS.
En la temporada 2011, gana por segundo año consecutivo la MLS Supporters Shield, con dos partidos por jugar, convirtiéndose en el tercer equipo de la MLS en ganar dos veces la Supporters Shield, terminando la temporada regular de buena forma (67 puntos). También lograron la tercera MLS Cup en su historia, venciendo en la final por 1 a 0 al Houston Dynamo con gol de Landon Donovan en el segundo tiempo. Al año siguiente vuelve a ganar la MLS Cup de forma consecutiva y jugando ante el mismo rival de la edición anterior (Houston Dynamo) pero esta vez derrotándolo 3 a 1 y obteniendo su cuarta copa, además tras 6 años, deja el club David Beckham, siendo transferido al PSG. Otros jugadores franquicia del club posteriores son Robbie Keane y Steven Gerrard.

### 2013 - 2016
El Galaxy terminó la temporada 2013 tercero en la tabla de posiciones de la Conferencia Oeste. Llegó a las semifinales de la Conferencia, donde perdió 2 a 1 ante el Real Salt Lake. También llegó a las semifinales de la Liga de Campeones de la Concacaf 2012-13, pero perdió 3 a 1 en total ante el equipo mexicano Monterrey.
Tras la derrota ante el Seattle Sounders FC en el último partido de la temporada con el Supporters' Shield en juego, el equipo ingresó a los playoffs de la MLS 2014 al derrotar al Real Salt Lake, y avanzó para enfrentar a Seattle una vez más en las finales de la Conferencia Oeste. Luego, pasó a disputar la Copa MLS por goles de visitante. Se enfrentó al New England Revolution en la Copa MLS 2014 y ganó 2 a 1 en tiempo complementario, y así se convirtió en pentacampeón, un récord de liga. Al final de la temporada, se retiró Landon Donovan, el veterano jugador de LA Galaxy y de la selección nacional de Estados Unidos.
El 7 de enero de 2015, el LA Galaxy anunció el fichaje del veterano jugador del Liverpool Steven Gerrard, con un contrato de jugador franquicia por 18 meses, según se informó, por un valor de 9 millones de dólares. Se incorporó al equipo en julio de 2015 tras el final de la temporada 2014-2015 de la Premier League, y debutó en una International Champions Cup contra el Club América el 11 de julio.

### Desde el 2016 hasta el presente
Antes del inicio de la temporada 2016, se anunció que el veterano zaguero central Omar González dejaría el Galaxy después de nueve años para unirse al CF Pachuca.
El 22 de noviembre de 2016, el director técnico y entrenador principal durante mucho tiempo, Bruce Arena, dejó el club para comenzar su segunda etapa como entrenador de la selección nacional de Estados Unidos, y se llevó consigo a la mayor parte del cuerpo técnico del Galaxy, incluido el ayudante de campo, Dave Sarachan. Arena fue sustituido como director técnico por el exjugador del Galaxy Peter Vagenas, y como entrenador principal por su homólogo del LA Galaxy II, Curt Onalfo. Con un récord de 6-10-4, el Galaxy despidió a Curt Onalfo y lo reemplazó por el exentrenador principal Sigi Schmid el 27 de julio de 2017.
En marzo de 2018, el equipo fichó a Zlatan Ibrahimović, con un contrato de dos años y 3 millones de dólares con dinero de asignación específica. El sueco debutó en el partido inaugural de El Tráfico contra el LAFC, y marcó dos goles para terminar el partido con el Galaxy tras remontar un 0 a 3 y finalmente ganar 4 a 3. Uno de los goles que Ibrahimović marcó en ese partido se convirtió posteriormente en el Gol del Año de la MLS. A lo largo de la temporada, Los Ángeles tuvo que lidiar con problemas defensivos y en su último partido de la temporada regular, contra el Houston Dynamo, el Galaxy cayó derrotado y se quedó una vez más fuera de la postemporada.
Después de la temporada 2018, el Galaxy puso fin al acuerdo original de Ibrahimović y le confeccionó un nuevo contrato de jugador franquicia con un salario más alto. El 1 de marzo de 2019, el equipo anunció que había ejercido su única opción de compra de contrato garantizado durante la temporada baja sobre Giovani dos Santos. Por lo tanto, el delantero dejaba de formar parte del club.
En la temporada 2019, el Galaxy le dio la bienvenida a Guillermo Barros Schelotto como entrenador principal. El Galaxy también sumó varios jugadores, entre los que destaca el uruguayo Diego Polenta, el veterano mundialista argentino Cristian Pavón, su compatriota argentino Favio Álvarez, y el mexicano Uriel Antuna. Gracias a estas incorporaciones, y la aparición de Efraín Álvarez, producto de la academia de las divisiones inferiores, el Galaxy quedó quinto en el Oeste y llegó a los playoffs. La temporada fue más recordada por las actuaciones de Ibrahimović contra el LAFC, incluido un triplete de local en julio y un doblete en el Banc of California Stadium ese agosto. Ibrahimović terminó la temporada con 30 goles, la segunda marca más alta de la temporada y el tercer total más alto en la historia de la liga (récord superado por el jugador del LAFC Carlos Vela ese año). En los playoffs, el Galaxy derrotó al Minnesota United por 2 a 1 antes de caer ante LAFC por 5 a 3. Ibrahimović dejó el club en noviembre, y de los fichajes de 2019 –la mayoría cedidos– solo Pavón volvió para 2020.
El club arregló el traspaso de un jugador del Sevilla, un club de La Liga, al firmar un contrato de tres años con Javier "Chicharito" Hernández el 21 de enero de 2020, que lo convirtió en el jugador mejor pago de la liga. Al final de la temporada, tras no llegar a la postemporada, se despidió al entrenador principal Guillermo Barros Schelotto y se lo sustituyó por Dominic Kinnear como entrenador interino. El 5 de enero, el Galaxy presentó a Greg Vanney como nuevo director técnico.

## Uniforme
- Uniforme titular: Camiseta blanca, pantalón blanco y medias blancas.
- Uniforme alternativo: Camiseta verde, pantalón verde y medias verdes.
- Tercer uniforme: Camiseta negra y verde, pantalón negro y medias negras.

### Evolución del uniforme

#### Titular
| 1996    | 1997    | 1998-99 | 2000-02 | 2003-04 | 2005    | 2006    |
| 2007    | 2008-09 | 2010-11 | 2012-13 | 2014-15 | 2016-17 | 2018-19 |
| 2020-21 | 2022-23 | 2024    |         |         |         |         |

#### Alternativo
| 1996    | 1997    | 1998    | 1999    | 2000-02 | 2006    | 2007-08 |
| 2009-10 | 2011-12 | 2013-14 | 2015-16 | 2017-18 | 2019-20 | 2021–22 |
| 2023-24 | 2025-   |         |         |         |         |         |

#### Tercero
|  | 2011-12 | 2013-16 | 2024 |

### Indumentaria y patrocinador
| Período       | Proveedor |
| ------------- | --------- |
| 1995-2005     | Nike      |
| 2005-presente | Adidas    |

| Período       | Patrocinador |
| ------------- | ------------ |
| 1995-2007     | Ninguno      |
| 2007-presente | Herbalife    |

## Estadio

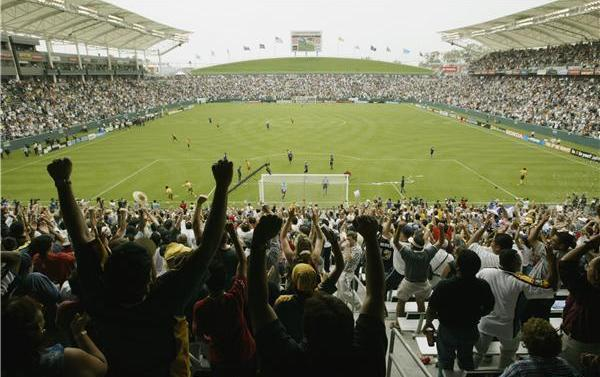
El estadio Dignity Health Sports Park.

Los Angeles Galaxy juega de local en el Dignity Health Sports Park, recinto que es propiedad del Anschutz Entertainment Group, grupo operador del recinto y dueño del club. Su construcción se inició en 2002, siendo inaugurado en junio de 2003. Tiene una capacidad de 27.000 espectadores aproximadamente. Fue diseñado para aumentar su capacidad en el futuro. Se encuentra en el #18400 de la avenida Avalon Boulevard.
Desde 1996 hasta 2002, el club utilizó las dependencias del Estadio Rose Bowl.

## Datos del club
- Puesto histórico: 1[22]

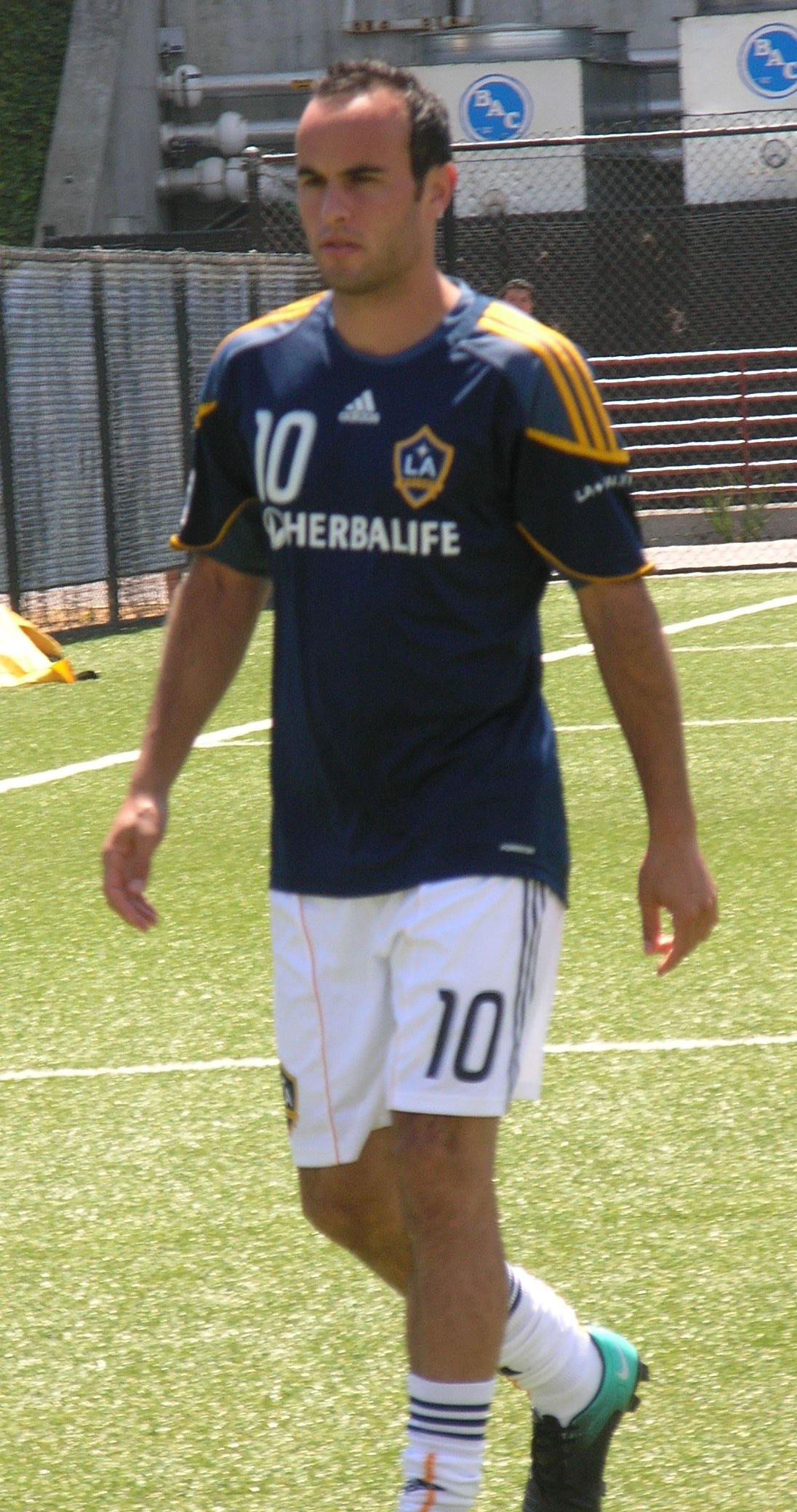
Landon Donovan, uno de los jugadores más destacados y goleador histórico del club.

- Temporadas en la Major League Soccer: 20 (1996 - presente).
- Mayor goleada conseguida:
  - En campeonatos nacionales: 8-1 a Dallas Burn en 1998.
  - En torneos internacionales: 5–0 a Comunicaciones en 2015.
- Mayores goleadas encajadas:
  - En campeonatos nacionales: 0–5 de MetroStars en 2002, 0–5 de New England Revolution en 2013.
  - En torneos internacionales: 0-4 de Santos Laguna en 2016, 0-4 de Isidro Metapán en 2013.
- Mejor puesto en la liga: 1° en la Conferencia Oeste en 1996, 1998, 1999, 2001, 2002, 2009, 2010, 2011.
- Peor puesto en la liga: 8° en la Conferencia Oeste en 2008.
- Máximo goleador:  Landon Donovan (140 goles).
- Jugador joven más valioso: 🇨🇷 Ariel Lassiter
- Portero menos goleado:  Kevin Hartman
- Más partidos disputados:  Cobi Jones (306).
- Primer partido del club de la MLS: Los Angeles Galaxy 2 - 1 NY/NJ MetroStars (13 de abril de 1996)
- Primer partido en torneos internacionales oficiales: Los Angeles Galaxy 2 - 0 Luis Ángel Firpo (12 de agosto de 1997).
- Participaciones en torneos internacionales oficiales (11):

## Participaciones internacionales
En negrita las ediciones ganadas
| Competición                           | Edición                                                                   |
| ------------------------------------- | ------------------------------------------------------------------------- |
| Liga de Campeones de la Concacaf (10) | 1997, 1999, 2000, 2003, 2006, 2010-11, 2011-12, 2012-13, 2013-14, 2015-16 |
| Leagues Cup (2)                       | 2023, 2024                                                                |

## Jugadores

### Más apariciones en club
- Actualizado al 29 de septiembre de 2024.

| # | Jugador             | Años                          | Liga | Playoffs | Copas Nacionales | Copas Internacionales | Total |
| - | ------------------- | ----------------------------- | ---- | -------- | ---------------- | --------------------- | ----- |
| 1 | Cobi Jones          | 1996–2008                     | 306  | 45       | 5                | 12                    | 368   |
| 2 | Landon Donovan      | 2005–2009 2010–2011 2012–2017 | 253  | 30       | 4                | 23                    | 310   |
| 3 | Kevin Hartman       | 1997 1998–2006                | 243  | 39       | 3                | 9                     | 294   |
| 4 | Mauricio Cienfuegos | 1996–2004                     | 206  | 35       | 4                | 7                     | 252   |
| 5 | A. J. DeLaGarza     | 2009–2017 2022–2024           | 204  | 16       | 10               | 20                    | 250   |

### Máximos goleadores
- Actualizado al 29 de septiembre de 2024.

| # | Jugador            | Años                          | Liga | Playoffs | Copas Nacionales | Copas Internacionales | Total |
| - | ------------------ | ----------------------------- | ---- | -------- | ---------------- | --------------------- | ----- |
| 1 | Landon Donovan     | 2005–2009 2010–2011 2012–2017 | 113  | 15       | 0                | 7                     | 135   |
| 2 | Robbie Keane       | 2011 2012–2017                | 83   | 9        | 3                | 9                     | 104   |
| 3 | Cobi Jones         | 1996–2008                     | 70   | 6        | 0                | 2                     | 78    |
| 4 | Carlos Ruiz        | 2002–2006 2008                | 51   | 11       | 0                | 0                     | 62    |
| 5 | Zlatan Ibrahimović | 2018–2019                     | 52   | 1        | 0                | 0                     | 53    |

## Entrenadores

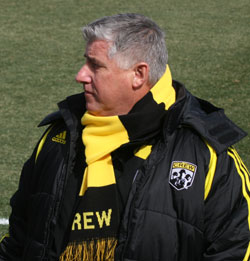
Sigi Schmid, primer entrenador del club en ganar la MLS Cup, en el 2002.

### Cronología de los entrenadores
- Lothar Osiander (1996−1997)
- Octavio Zambrano (1997−1999)
- Ralph Pérez (1999)
- Sigi Schmid (1999−2004)
- Steve Sampson (2004−2006)
- Frank Yallop (2006−2007)
- Ruud Gullit (2007-2008)
- Cobi Jones (2008)
- Bruce Arena (2008-2016)
- Curt Onalfo (2016-2017)
- Sigi Schmid (2017-2018)
- Dominic Kinnear (2018)
- Guillermo Barros Schelotto (2019-2020)
- Dominic Kinnear (2020)
- Greg Vanney (2021-presente)

## Palmarés
| Competición nacional           | Títulos                                               | Subcampeonatos          |
| ------------------------------ | ----------------------------------------------------- | ----------------------- |
| Major League Soccer (6/4)      | 2002, 2005, 2011, 2012, 2014, 2024. (Récord)          | 1996, 1999, 2001, 2009. |
| Lamar Hunt U.S. Open Cup (2/2) | 2001, 2005.                                           | 2002, 2006.             |
| MLS Supporters' Shield (4/4)   | 1998, 2002, 2010, 2011.                               | 1996, 1999, 2009, 2014. |
| MLS Western Conference (9/3)   | 1996, 1999, 2002, 2005, 2009, 2011, 2012, 2014, 2024. | 1998, 2004, 2010.       |

| Competición internacional              | Títulos | Subcampeonatos |
| -------------------------------------- | ------- | -------------- |
| Liga de Campeones de la Concacaf (1/1) | 2000    | 1997           |

### Torneos amistosos
- California Clásico (12): 1996, 1998, 1999, 2000, 2002, 2003, 2004, 2008, 2009, 2011, 2013, 2014.
- Honda Superclásico (9): 2005, 2006, 2008, 2009, 2010, 2011, 2012, 2013, 2014.
- El Tráfico (1): 2018

### Torneos internacionales amistosos
- Subcampeón de la SuperLiga Norteamericana: 2007